# Wilhelm von Christ
Wilhelm von Christ (Geisenheim, 2 agosto 1831 – Monaco di Baviera, 8 febbraio 1906) è stato un filologo classico tedesco.

## Biografia
Nacque a Geisenheim nell'Assia-Nassau. Dal 1854 al 1860 insegnò nel Maximiliansgymnasium di Monaco e nel 1861 fu nominato professore di filologia classica presso l'Università di Monaco.
Nel 1886, Wilhelm Christ fu il primo a proporre la teoria secondo cui i cosiddetti popoli del Mare sono identici agli Atlantidei di Platone. Più tardi, questa tesi è stata ripetuta sotto diverse prospettive da studiosi e ricercatori come Theodor Gomperz, Spyridon Marinatos, Jürgen Spanuth, John V. Luce, o Herwig Görgemanns.

## Opere
- Die metrische Ueberlieferung der pindarischen Oden (1868)
- Geschichte der griechischen Literatur (5ª edizione., 1908 f.)
- Metrik der Griechen und Römer (1879)
- Edizione di Pindaro (1887)
- Edizione della Poetica di Aristotele (1878)
- Attikusausgabe des Demosthenes (1882)
- Edizione della Metaphysica of Aristotele (1886)
- Iliade (1884)

I suoi contributi alla Sitzungsberichte und Abhandlungen dell'Accademia bavarese delle scienze sono particolarmente preziosi.